# Abrasímetre
Un abrasímetre és un aparell que permet determinar el grau de desgast que pateix un material a causa de l'abrasió. Consisteix en un tambor cilíndric d'acer amb una càrrega de boles, també d'acer, que descompon el producte assajat mitjançant el gir del material a determinades revolucions.